# Heinrich Klenz
Wilhelm Heinrich Karl Friedrich Klenz, auch Wilhelm Heinrich Carl Friedrich Klenz (* 25. August 1860 in Kröpelin; † 25. Januar 1925 in Berlin-Steglitz) war ein deutscher Sprach- und Literaturforscher, Redakteur und Schriftsteller.

## Biographie
Heinrich Klenz wurde als Sohn des Küsters Johann Joachim Heinrich Klenz und dessen Frau Marie Dorothea Louise Charlotte Friederike, geb. Clement, in Kröpelin geboren, wo er Kindheit und Jugend verbrachte. Anscheinend entstammte Klenz einem bemerkenswert hochkarätigigen Familienumfeld: unter seinen vier Taufpaten findet sich ein Mecklenburg-Schwerinscher Staatsminister, ein Hofmusikus aus Schwerin und ein Musikus aus Rostock.
Nach dem Besuch der Großen Stadtschule in Wismar studierte er in Freiburg und in Rostock Klassische Philologie. In Freiburg wurde er 1899 zum Dr. phil. promoviert. Als freier Schriftsteller sowie als Zeitungs- und Verlagsredakteur arbeitete er in Freiburg, Kassel, Münster, Leipzig und Berlin.

## Wirken

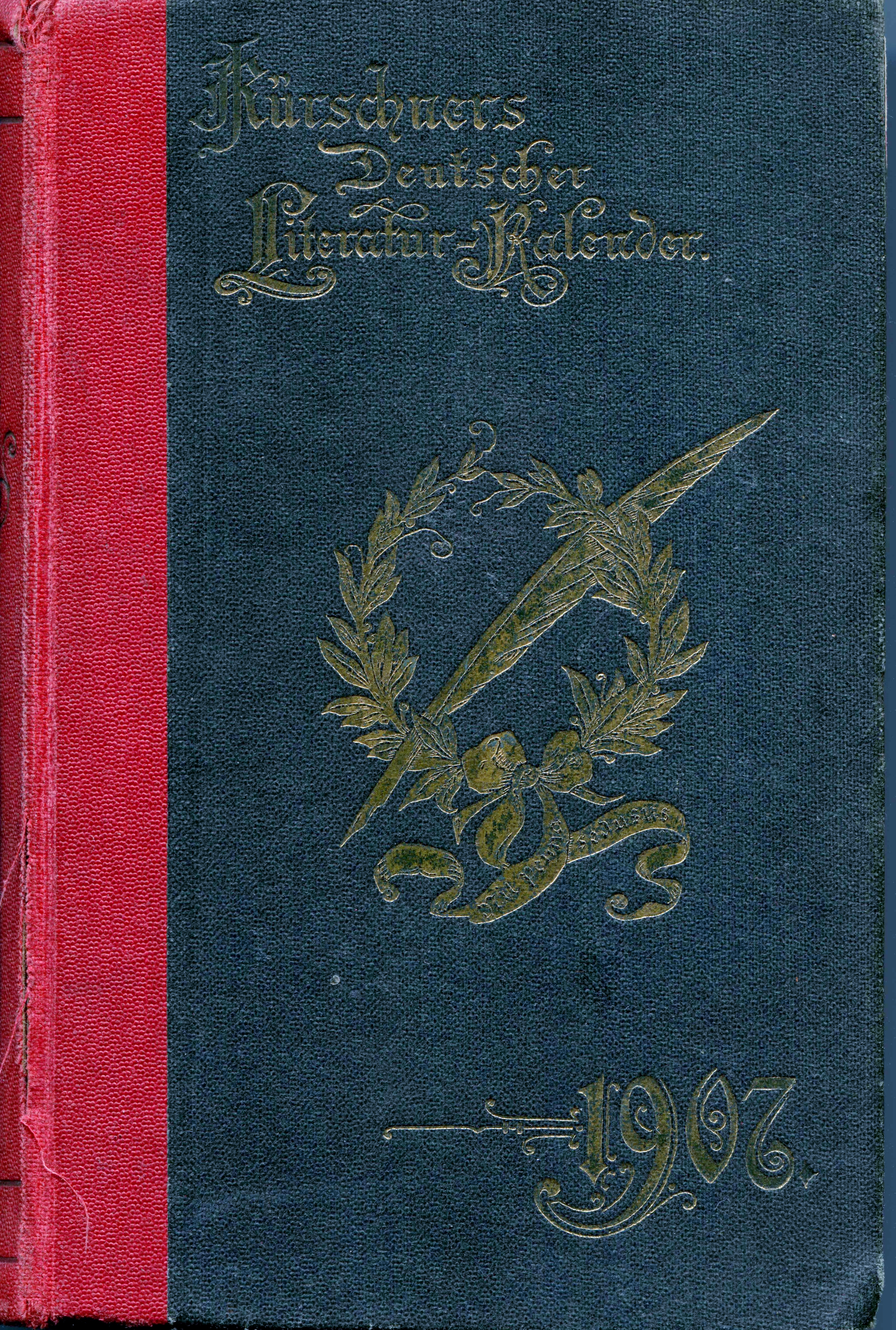
Kürschners Deutscher Literaturkalender 1907

Bekanntheit erlangte Heinrich Klenz durch die Herausgabe von „Kürschners Deutschem Literatur-Kalender“ 1904 bis 1917. Bedeutend sind zudem Untersuchungen zur deutschen Druckersprache und das „Schelten-Wörterbuch“. Er veröffentlichte weiterhin literaturwissenschaftliche Monographien zum Werk Fritz Reuters, den Gedichtband „Fierabendskläng“ und anderes mehr.

## Veröffentlichungen (Auswahl)
- Die Quellen von Joachim Rachel's erster Satire. Das poetische Frauenzimmer oder böse Sieben. Dissertation. Freiburg 1899.
- Die deutsche Druckersprache. Straßburg 1900.
- Dörchläuchting (Serenissimus). Lustspiel in 5 Aufzügen nach Fritz Reuters Roman „Dörchläuchting“. Leipzig 1906.
- Erläuterungen zu Fritz Reuters Werken. Zu „Ut mine Stromtid“. 2 Teile. Leipzig 1905 f.
- Fierabendskläng. Greifswald 1922.
- Schelten-Wörterbuch. Die Berufs-, besonders Handwerkerschelten und Verwandtes. Straßburg 1910.